# Lifted
Lifted és un curtmetratge estatunidenc de Pixar de 2006, projectat als cinemes abans de Ratatouille.

## Argument
El curt narra les desventures d'un jove extraterrestre en un examen, que amb una nau de complicats botons ha d'abduir un home dormint. La seva manca de destresa fa que l'home es doni cops, la casa es destrueixi i altres desastres, sense aconseguir el seu objectiu i miraculosament sense despertar la víctima. El curt parodia els exàmens del carnet de conduir.